# Tarak Dhiab
Tarak Dhiab ((arabski: طارق ذياب) ur. 15 lipca 1954 w Tunisie) – piłkarski pomocnik, reprezentant kraju, uczestnik MŚ 1978.

## Kariera reprezentacyjna
W barwach Reprezentacji Tunezji wystąpił 107 razy, jednak FIFA nie uznaje tego wyniku. Dhiab został wybrany Piłkarzem Afryki 1977 przez France Football. Jego międzynarodowa kariera w barwach Tunezji trwała 15 lat – od 1975 roku do 1990. Swój ostatni mecz w barwach ojczystego kraju rozegrał przeciwko Anglii w 1990 roku.

## Kariera klubowa
Tarak Dhiab występował jedynie w dwóch klubach piłkarskich. Pierwszym jest zespół ze stolicy Tunezji – Espérance Sportive de Tunis, a następnie kontynuował karierę zawodniczą w klubie z Arabii Saudyjskiej – Al-Ahli Dżudda.